# 陸従典
陸 従典（りく じゅうてん、生没年不詳）は、南朝陳から隋にかけての学者。字は由儀。本貫は呉郡呉県。

## 経歴
陸瓊の三男として生まれた。幼くして聡明で、8歳で沈約の文集を読み、繰り返し読んで覚え、その文体を模倣した。13歳のときに「柳賦」を作り、その詞文の美しさで知られた。従叔父の陸瑜には特に可愛がられ、陸瑜が死去するとその蔵書を受け継ぎ、陸瑜の文集10巻を編纂して、その序文を書いた。
従典は学問を好んで、諸書を広く渉猟し、『漢書』をとくに専門とした。15歳のとき、揚州により秀才に挙げられた。著作佐郎を初任とし、太子舎人に転じた。まもなく信義王文学に任じられ、太子洗馬に転じた。さらに司徒左西掾に転じ、東宮学士を兼ねた。至徳4年（586年）、父が死去すると、辞職して喪に服した。まもなく徳教学士に任じられたが、固辞して就任しなかった。禎明3年（589年）、建康が隋軍の侵攻により陥落すると、従典は関中に連行された。隋に仕えて給事郎となり、東宮学士を兼ねた。また著作佐郎に任じられた。楊素が司馬遷『史記』に続いて隋にいたる史書を従典に編纂させることを上奏したが、その書は完成しなかった。隋末の乱が起こると、従典は南陽郡主簿に左遷され、病のため死去した。一説に朱粲に登用されて賓客となり、後に一家ごと食い尽くされたともいう。享年は57。

## 伝記資料
- 『陳書』巻30 列伝第24
- 『南史』巻48 列伝第38